# 成清龍之介
成清 龍之介（なりきよ りゅうのすけ、1999年10月18日 - 2021年2月24日）は、日本の競輪選手。

## 経歴
千葉県出身。父は成清貴之（73期）、叔父は成清謙二郎（90期）で師匠でもあった。中学高校では野球をやっており、市原市立八幡中学校時代は市原ポニーベースボールクラブ、東海大学付属市原望洋高等学校時代は野球部所属だったが、高校で進路を決める時期に今しかできないことをしてみようと思い、父や叔父が競輪選手であったこと、夢があるからと競輪選手を目指す。自転車競技の経験はなく、高校2年のときに父に競輪選手になりたいと話すも、やめたほうがいいと言われた。成清の見立てでは自分の性格が競輪に向いてないからでは考えている。
高校3年の夏から自転車の練習を始め、2回目の挑戦で2020年3月に日本競輪選手養成所を在所成績10位で卒業、同記念レースは7位だった。同月25日、A級3班配属。同年5月15日、広島競輪場でデビュー。同年7月13日に初勝利、同月15日に初優勝を四日市競輪場で飾る。
2021年2月24日午前10時20分頃、以前より時折練習に利用していた千葉県袖ケ浦市中袖の市道を友人であるトレーニング仲間と練習のため自転車で走行中に路肩に停まっていた中型トラックの後ろ中央近くに衝突、頭などを強打して流血、搬送先の病院で約1時間半後に頭部外傷などにより死亡、21歳。千葉県警木更津署は事故原因を成清の前方不注意だとみている。
通算成績は22戦10勝、優勝2回。